# Gruča
Gruča je naselje v Občini Šentjernej.